# Cascara (Aufguss)

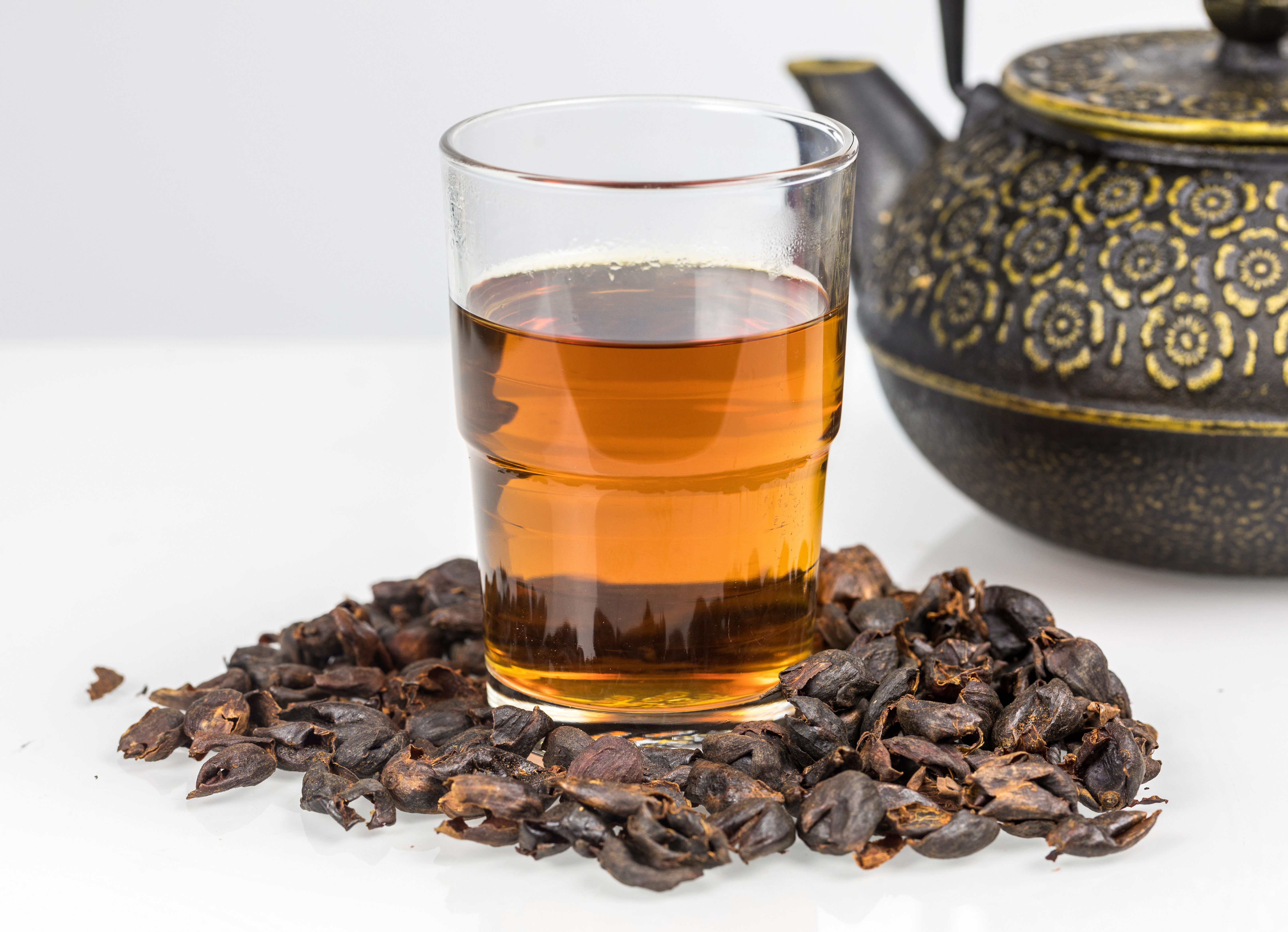
Cascara-Aufguss

Cascara (spanisch: Schale oder Hülle) bezeichnet die Pulpe der Kaffeekirsche oder einen Aufguss bzw. Tee daraus. Die Kaffeekirsche ist die Frucht der Kaffeepflanze, sie besteht aus der Fruchtschale, dem Fruchtfleisch, der Pergamenthaut mit Schleimschicht, dem Silberhäutchen und den Samen (Bohnen). Die Kaffeekirsche ist eine Steinfrucht, deren Fruchtschale und Fruchtfleisch als Cascara, Sultana oder Pulpe bezeichnet wird. Die Samen sind Steinkerne und werden gewöhnlich als Kaffeebohnen bezeichnet.

## Herkunft und Geschichte
Kaffeefarmer im Jemen haben bereits vor Jahrhunderten entdeckt, dass die Schalen und das Fruchtfleisch der Kaffeekirsche komplexe Fruchtaromen und wertvolle Nährstoffe enthalten. Entstanden ist der Quishar, eine Art Chai-Tee basierend auf Kaffeeschalen, Zimt, Ingwer und Kardamom, Milch und Zucker. In Bolivien und Panama wird Cascara als wärmender Tee zubereitet, mit Honig gesüßt und mit Ingwer gewürzt. In Nicaragua trinken die Einheimischen Cascara besonders gerne zum Frühstück. Dabei wird das bernsteinfarbene Getränk auch als coffeetea oder sultana té – also Kaffeetee – bezeichnet.
Seit dem 17. Jahrhundert sind Kaffeekirschen auch in Europa bekannt, obwohl nur wenige Menschen mit den Früchten in Kontakt kommen.
Für die Verwendung der Kaffeekirschen als Aroma wurden bereits vor Jahrhunderten frische oder getrocknete Pulpen der Kaffeekirschen über mehrere Stunden oder Tage bis zu drei Wochen in pflanzlichen Ölen oder in Alkohol – meist in dem regional bekannten Cachaça (Spirituose aus Zuckerrohr) – mazeriert bzw. extrahiert und danach gefiltert. Durch den hohen Alkoholgehalt war es über mehrere Jahre haltbar. Aufgrund des sehr intensiven Geschmacks war es nicht zum Verzehr geeignet, sondern wurde verwendet um Getränke (z. B. Spirituosen) und Speisen (z. B. Salatsaucen) zu aromatisieren. Als Hommage an die Tradition der Stadt La Paz wurden einige Rezepte (u. a. zur Herstellung eines Aromas auf Ölbasis), die in umfangreichen Recherchen von den Autoren des Zentrum für Entwicklung und Umwelt der Universität Bern und der Zürcher Hochschule für Angewandte Wissenschaften (ZHAW) zusammengetragen wurden, im Jahr 2019 veröffentlicht.
In überlieferten Rezepturen aus Kolumbien, Bolivien und Peru wird ein mit Cascara-Aroma versetzter Weinbrand als „Singani Sultana“ bezeichnet.
Weitere mit Cascara aromatisierte Getränke finden sich in Geschichten bolivianischer Schriftsteller, wie zum Beispiel „El Loco“ von Arturo Borda, dessen Hauptzutaten Cascara und daraus handwerklich hergestellter Absinth sind, oder „Chaqui fulero“ von Víctor Hugo Viscarra, in dem die Protagonisten einen mit Trauben und Cascara („Sultana“) aromatisierten Singani trinken. In dem 1897 erschienenen Buch „Culture Du Caféier“ beschreibt E. Raoul, dass mit Cascara-Aroma „zubereitete Liköre (...) auch in Europa bekannt geworden“ seien und beschreibt den Geschmack als „süß“ und „angenehm“. Aromen aus Kaffeekirschen wurden über viele Jahre vernachlässigt und sind dadurch in Vergessenheit geraten.
Früher wurde Cascara auch „Kaffee für arme Leute“ genannt, denn der Aufguss aus den Fruchtschalen ist deutlich billiger als der eigentliche Kaffee. Bisher verkommt das Fruchtfleisch zumeist als Abfall. Die Entdeckung als Trendgetränk ist von Vorteil für die Kaffeebauern, da sich dadurch eine neue Einnahmequelle für sie eröffnet.

## Heutige Verwendung

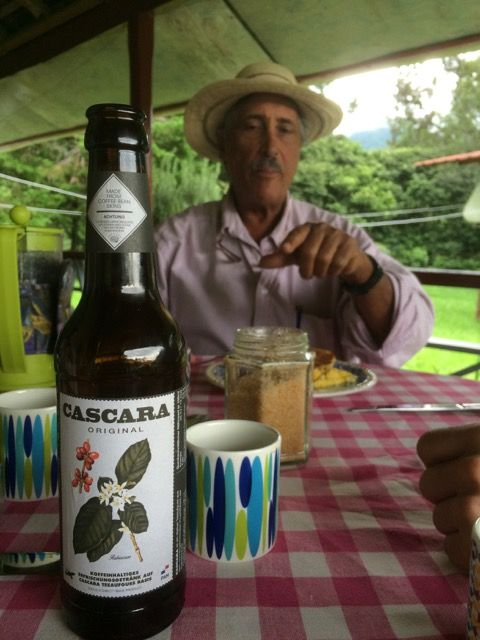

Die getrocknete Kaffeekirsche wird in der Regel als heißes oder kaltes Aufgussgetränk angeboten. In einem Glas Cascara steckt sechs- bis achtmal so viel Koffein wie in einer Tasse Kaffee. Zudem wird die Aromavielfalt geschätzt. Je nach Kaffeesorte geben die Schalen feine Geschmacksnoten von würzigem Honig, Orangen, Granatapfel, Cranberry und Hagebutte ab.

## Produktion
Cáscara heißt im Spanischen Hülle. Das Fruchtfleisch umhüllt den Kirschkern, die Kaffeebohne. Bei der Kaffeeproduktion werden Hülle und Bohne getrennt. Nur die Bohne ging früher in den Export. Das zur Verwendung bestimmte Fruchtfleisch der Kirsche darf nur von Plantagen stammen, die beim Anbau auf Chemikalien (u. a. Pestizide und Pflanzenschutzmittel) verzichten. Die Verarbeitung erfolgt vor Ort, hierbei werden zwei Verfahren unterschieden:
1. Getrocknete Aufbereitung (auch „Natural Cascara“ genannt): Nach der Lese werden die Kaffeekirschen im Freien auf überdachten Trocknungsbetten oder speziellen Netzen ausgebreitet. Die Kirschen müssen nun regelmäßig gewendet werden, sodass sie von allen Seiten gut trocknen können. Dieser Prozess dauert zwei bis fünf Wochen. Während dieser Zeit werden reife von unreifen Kaffeekirschen von Hand selektiert. Anschließend lösen Maschinen durch sanften Druck und Reibung die Kerne aus dem Fruchtfleisch heraus. Der Kirschkern wird zur Kaffeebohne geröstet, das Fruchtfleisch wird als Cascara für den Tee verwendet. Diese Methode eignet sich nur in Regionen mit sehr trockenem Klima.
2. Gewaschene Aufbereitung (auch „Wet Processing“ genannt): Die Kaffeekirschen werden mithilfe von viel Wasser in einer speziellen Maschine, dem sogenannten Entpulper oder Wet Mill, mechanisch von der Kaffeebohne entfernt. Dieser Vorgang sollte spätestens acht Stunden nach der Ernte passieren, da ansonsten unerwünschte Gärungsprozesse einsetzen können. Danach werden die Bohnen in Wassertanks gefüllt. Durch die Fermentation löst sich die an der Kaffeebohne zurückbleibende, klebrige Pergamentschicht (Mucilage) und das darunter liegende Silberhäutchen. Nach den intensiven Waschvorgängen müssen die Bohnen bis zu zehn Tage getrocknet werden. Danach erreichen sie eine Restfeuchte von 10,5 bis 11,5 % und können exportiert werden.[10]

## Novel Food
Im Dezember 2016 wurde die Kaffeekirsche in den Novel-Food-Katalog der Europäischen Behörde für Lebensmittelsicherheit (EFSA) aufgenommen. Damit gilt sie als eigene Rohware, nicht mehr als Kaffee. Seit 2016 hatte die Kaffeekirsche keine offizielle Lebensmittelzulassung und durfte nur als Aroma verwendet werden.
Im Jahr 2022 wurde die Pulpe der Kaffeekirsche, Cascara, als neuartiges Lebensmittel zugelassen.